# 夏威夷襯衫

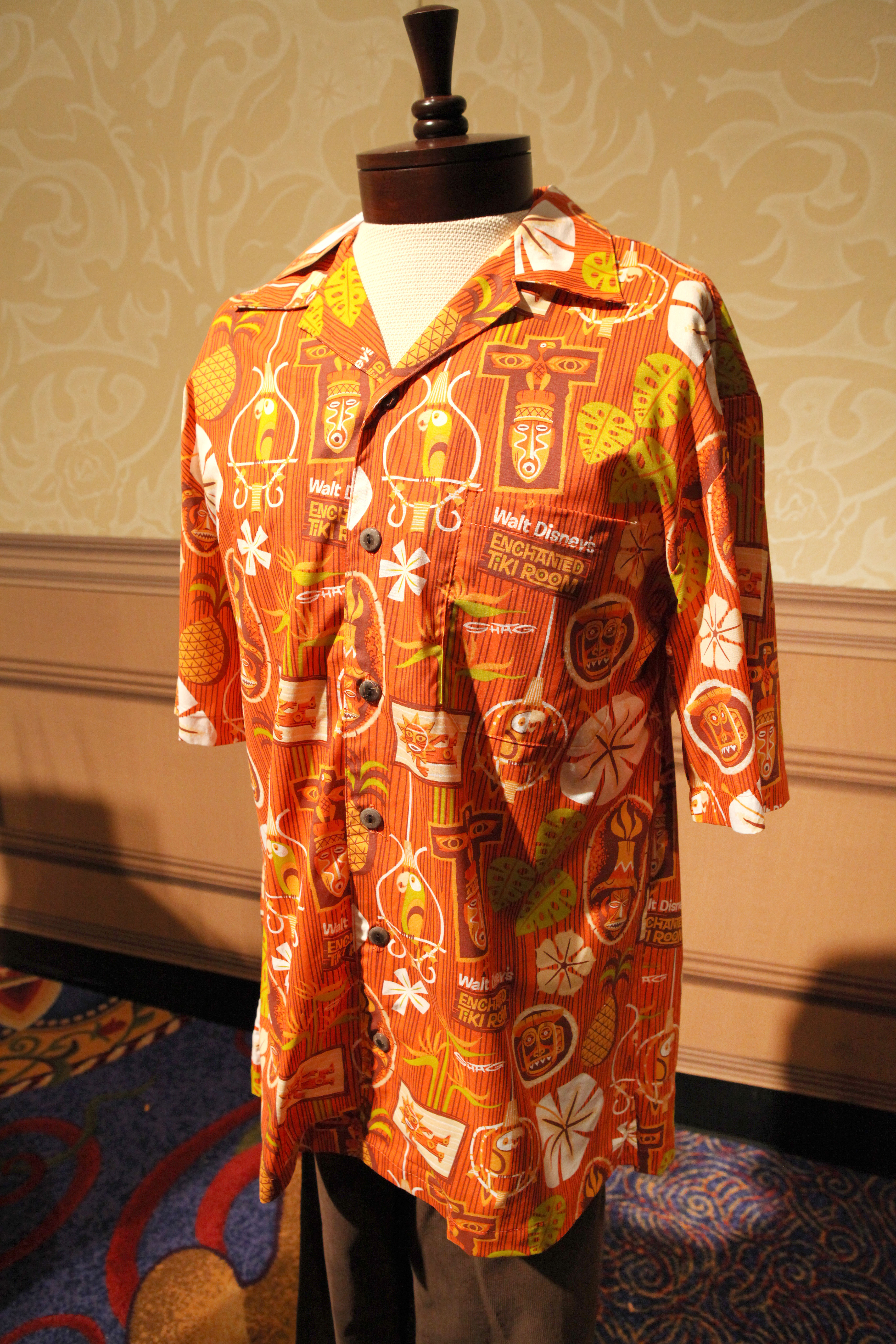
夏威夷襯衫

夏威夷恤是襯衫的一種，短袖、薄布料、七彩花紋、通常左胸有錶袋，衫長及腰，平腳。夏威夷恤適合於夏季炎熱的地區穿著，中性合男性及女性，細碼尺寸合兒童。
夏威夷恤一般相信源於夏威夷，但它並非夏威夷原住民的傳統民族服裝。